# Handball-Regionalliga West
Die Handball-Regionalliga West der Männer war von 1969 bis 1981 die zweithöchste und ab 1981/82 bis zu ihrer Abschaffung im Jahr 2010 die dritthöchste Spielklasse im deutschen Handball und eine von fünf Regionalligen, die einen Aufsteiger zur 2. Handball-Bundesliga ermittelten. Sie setzte sich seit der Saison 2000/01 nur noch aus Vereinen aus den nordrhein-westfälischen Landesverbänden Mittelrhein, Niederrhein und Westfalen zusammen. Zuvor waren auch Vereine aus dem in Rheinland-Pfalz angesiedelten Handballverband Rheinland vertreten, der im Jahr 2000 in den Südwestdeutschen Handball-Verband wechselte.

## Geschichte

Landkarte Handball-Regionalliga. Das rote Feld umfasste den Bereich der Regionalliga West (WHV)

Bei ihrer Einführung mit der Saison 1969/70 bis zur Saison 1999/00 spielte die Regionalliga in zwei Staffeln. Der Meister wurde in Endrunden ermittelt. Anschließend war die Liga eingleisig. Zuletzt spielten 16 Teams in der Liga. Nach dem Ende der Saison 2009/10 wurde die Handball-Regionalliga West zusammen mit den anderen vier Staffeln durch eine viergleisige 3. Liga unter der Leitung des Deutschen Handballbundes (DHB) ersetzt.

### Meister der Regionalliga West

#### Zweitklassig
- 1969/1970 SC Phönix Essen 1920
- 1970/1971 SC Münster 08
- 1971/1972 SV Bayer 04 Leverkusen
- 1972/1973 TUSEM Essen
- 1973/1974 OSC 04 Rheinhausen
- 1974/1975 TuS Derschlag
- 1975/1976 TuS Nettelstedt
- 1976/1977 TV Angermund 09
- 1977/1978 SV Bayer 04 Leverkusen
- 1978/1979 TUSEM Essen
- 1979/1980 SV Bayer 04 Leverkusen
- 1980/1981 OSC Dortmund

#### Drittklassig
- 1981/1982 TuRa Bergkamen
- 1982/1983 TuS Derschlag
- 1983/1984 SG Olympia Longerich
- 1984/1985 TV Emsdetten
- 1985/1986 SuS Oberaden
- 1986/1987 OSC 04 Rheinhausen
- 1987/1988 LTV Wuppertal
- 1988/1989 VfL Eintracht Hagen
- 1989/1990 SuS Oberaden*
- 1990/1991 TV Emsdetten
- 1991/1992 Spvg Versmold
- 1992/1993 TSG Altenhagen-Heepen
- 1993/1994 TSG Herdecke
- 1994/1995 Wuppertaler SV**
- 1995/1996 Sportring Solingen-Höhscheid
- 1996/1997 TV Angermund 09
- 1997/1998 HSG Mülheim-Kärlich/Bassenheim
- 1998/1999 Ahlener SG
- 1999/2000 HC 93 Bad Salzuflen
- 2000/2001 HSG Römerwall
- 2001/2002 TSV Bayer Dormagen
- 2002/2003 HSG Römerwall
- 2003/2004 LTV Wuppertal
- 2004/2005 ASV Hamm
- 2005/2006 TUSEM Essen
- 2006/2007 TV Korschenbroich
- 2007/2008 Leichlinger TV
- 2008/2009 TV Korschenbroich
- 2009/2010 OSC 04 Rheinhausen

* 1990: Meister SuS Oberaden und Vizemeister Wermelskirchener TV verzichten auf den Aufstieg, der Drittplatzierte TV Aldekerk steigt in die 2. Bundesliga auf

** 1995: Wuppertaler SV wird nach Einspruch gegen die Wertung des verlorenen Finalrückspiels gegen HC 93 Bad Salzuflen zum Meister und Aufsteiger erklärt